# کونسیسائو داس پدروس
کونسیسائو داس پدروس (به پرتغالی: Conceição das Pedras) یک منطقهٔ مسکونی در برزیل است که در میناز ژرایس واقع شده‌است. کونسیسائو داس پدروس ۱۰۱٫۵۶۲ کیلومتر مربع مساحت و ۲٬۸۱۳ نفر جمعیت دارد و ۱٬۰۵۰ متر بالاتر از سطح دریا واقع شده‌است.